# Zuchwała
Zuchwała - польська річкова канонерка з часів Другої світової війни.

## Історія
У 1931 р. Керівництву ВМС було обіцяно отримати позики на будівництво нових одиниць для Річкової флотилії.  У травні 1932 року Воєнно-морським портовим майстерням у Пінську було доручено побудувати катери, урешті-решт класифіковані як «річкові канонерки». Було побудовано три одиниці: "Zuchwała", " Zaradna " та " Zawzięta ". У літературі ці одиниці часто називають річковими канонерками типу Z. 

## Служба
"Zuchwała" був введений в експлуатацію 15 червня 1933 року. Вона служила в 1-й ескадроні Пінської флотилії, з весни 1939 р . У складі дивізії "Флотилія", сформованої в Прип'яті.  На початку Другої світової війни підрозділ діяв у районі Пінська. Заступником командира був боцман (?) Ліс. Після 9 вересня, коли перейняв командування обороною Полісся ген. Францишек Клееберг,  канонерка охороняла переправи на річках Ясельда та Струмінь під командуванням кап . артилерії . Владислава Ясика. На момент радянської агресії канонерка розпочала свій похід до Пінська. Нездатність дістатися туди спричинило ухвалення рішення про самозатоплення канонерки поблизу села Кнубово. 

## Тактико-технічні дані
- Броня - від 4,6 до 10 мм. Вона захищала борти, палубу, рубку та  артилерійські башти.